# Méliès 88 : Le topologue
Mélies 88 : Le topologue est un téléfilm français réalisé par Marc Caro en 1988, d'après un scénario de Georges Méliès.

## Synopsis
Dans un univers très surréaliste, un topologue muni d'un compas gigantesque se met à dessiner des formes géométriques.

## Distribution
- Christophe Salengro